# Малда (город)
Ма́лда (англ. Malda) или Инглиш-базар (англ. English Bazar) — город в индийском штате Западная Бенгалия. Административный центр округа Малда. Средняя высота над уровнем моря — 17 метров. По данным всеиндийской переписи 2011 года, в городе проживало 324 237 человек, из которых мужчины составляли 54 %, женщины — соответственно 46 %. Уровень грамотности взрослого населения составлял 81,32 %. Уровень грамотности среди мужчин составлял 82,11 %, среди женщин — 80,39 %. 13,63 % населения было моложе 6 лет.